# 1689 Floris-Jan
1689 Floris-Jan је астероид главног астероидног појаса са средњом удаљеношћу од Сунца која износи 2,448 астрономских јединица (АЈ).
Апсолутна магнитуда астероида је 11,82.